# Ligament ménisco-fémoral postérieur
Le ligament ménisco-fémoral postérieur (ou ligament ménisco-fémoral postérieur de Wrisberg ou ligament croisé de Robert) est un ligament de l'articulation fémoro-tibiale.

## Description
Le ligament ménisco-fémoral postérieur est une petite bande fibreuse qui s'attache à la corne postérieure du ménisque latéral de l'articulation du genou. Il se dirige en haut et en dedans en passant derrière le ligament croisé postérieur pour s'attacher à la partie antérieure de la face latérale du condyle médial du fémur.

## Variation
Le ligament ménisco-fémoral postérieur est retrouvé chez 64,4 % des sujets en IRM du genou.